# CFA ZZN 11-15
Les CFA ZZN 11-15 sont une courte série de cinq autorails à moteur Diesel circulant sur la voie normale, construits par De Dietrich pour la compagnie des chemins de fer algériens.
Mis en service en 1959, reliant Alger à Blida et Tizi Ouzou. Leur utilisation a progressivement diminué à partir du milieu des années 1960, et ils ont été retirés du service peu après 1972.

## Historique

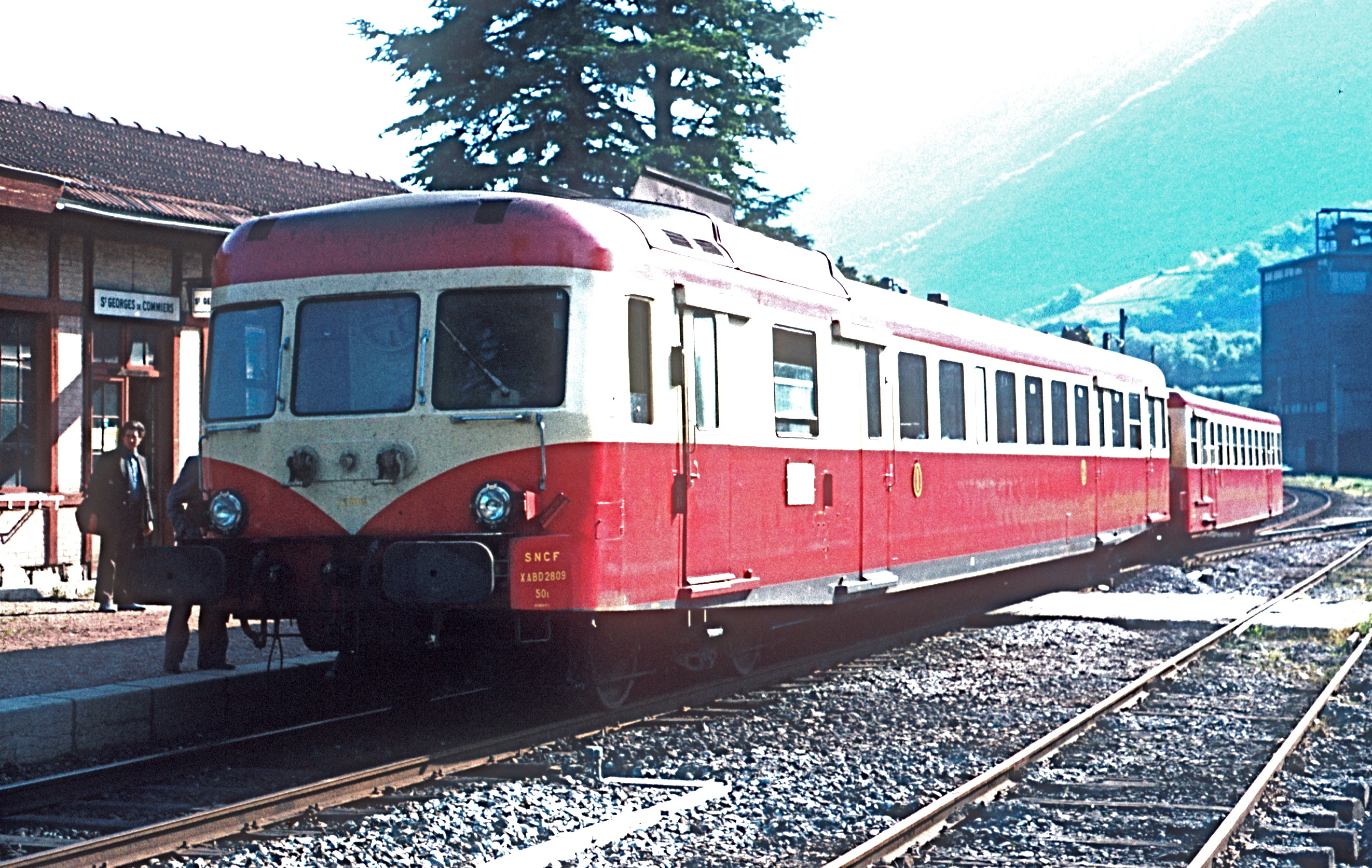
SNCF X 2809 en livrée à toit rouge.

Dans la fin des années 1950, pendant le déclenchement de la guerre d'Algérie, le gouverneur général Jacques Soustelle met au point un plan de modernisation économique et sociale de la colonie, censé répondre à une partie des demandes du peuple algérien. Les chemins de fer sont concernés, avec des travaux sur les infrastructures et le renouvellement du matériel roulant.
C'est dans ce cadre que la Compagnie des chemins de fer algériens (Office CFA) s'intéresse aux X 2800, en cours de déploiement en métropole : une partie des michelines et des autorails De Dietrich qui composent le parc demandent à être remplacés. Toutefois, plutôt que de se tourner vers Decauville et Renault, constructeurs des X 2800, la CFA fait appel à De Dietrich, l'industriel alsacien étant un de ses fournisseurs réguliers.
Les cinq autorails ZZN 11 à 15, inspirés des X 2800, sont construits en 1958 dans l'usine De Dietrich de Reichshoffen.

## Caractéristiques

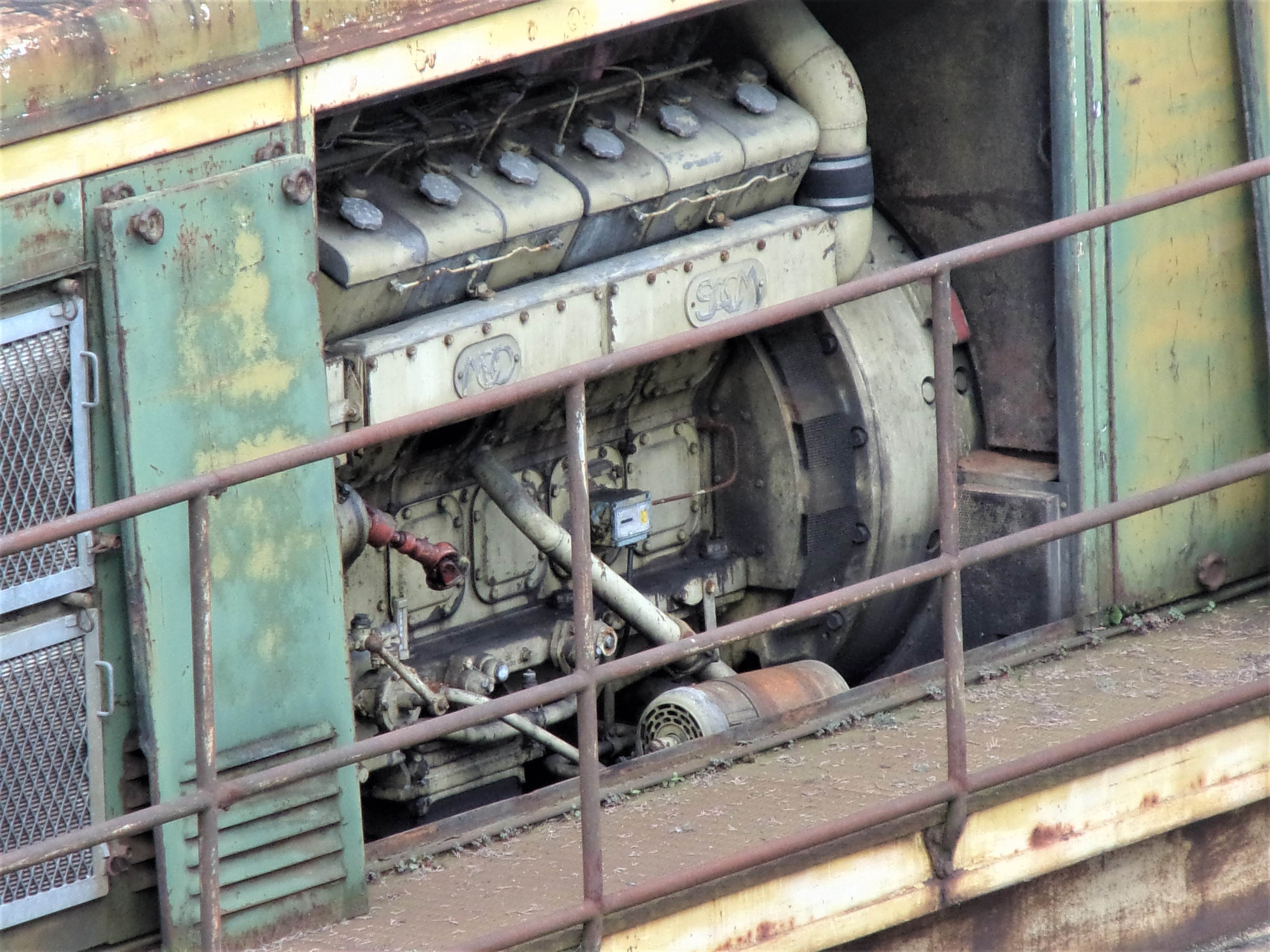
Moteur MGO V12 SHR sur une BB 63500.

Les ZZN 11 à 15 utilisent le même moteur que les X 2800, le MGO V12 SHR. Ce moteur est toutefois bridé à 515 kW sur les autorails algériens, alors qu'il atteint 607 kW sur les engins de métropole. D'autre part, à la place d'une transmission mécanique attaquant le bogie situé sous le moteur, les ZZN algériens ont recours à transmission électrique CEM-Oerlikon qui entraîne les deux roues du bogie situé à l'opposé au moteur.
La caisse, longue de 27,730 m, présente une porte d'intercirculation à chacune de ses extrémités. Cette caisse est aménagée en une salle pour les voyageurs en 2e classe — alors que les chemins de fer algériens comportent encore trois classes — prolongée, du côté opposé au moteur, par un compartiment fourgon à bagages.
Le toit des autorails est blanc, la caisse rouge « andalou » avec des filets en aluminium, et les marquages sont jaune bouton-d'or ombrés de noir.

## Carrière

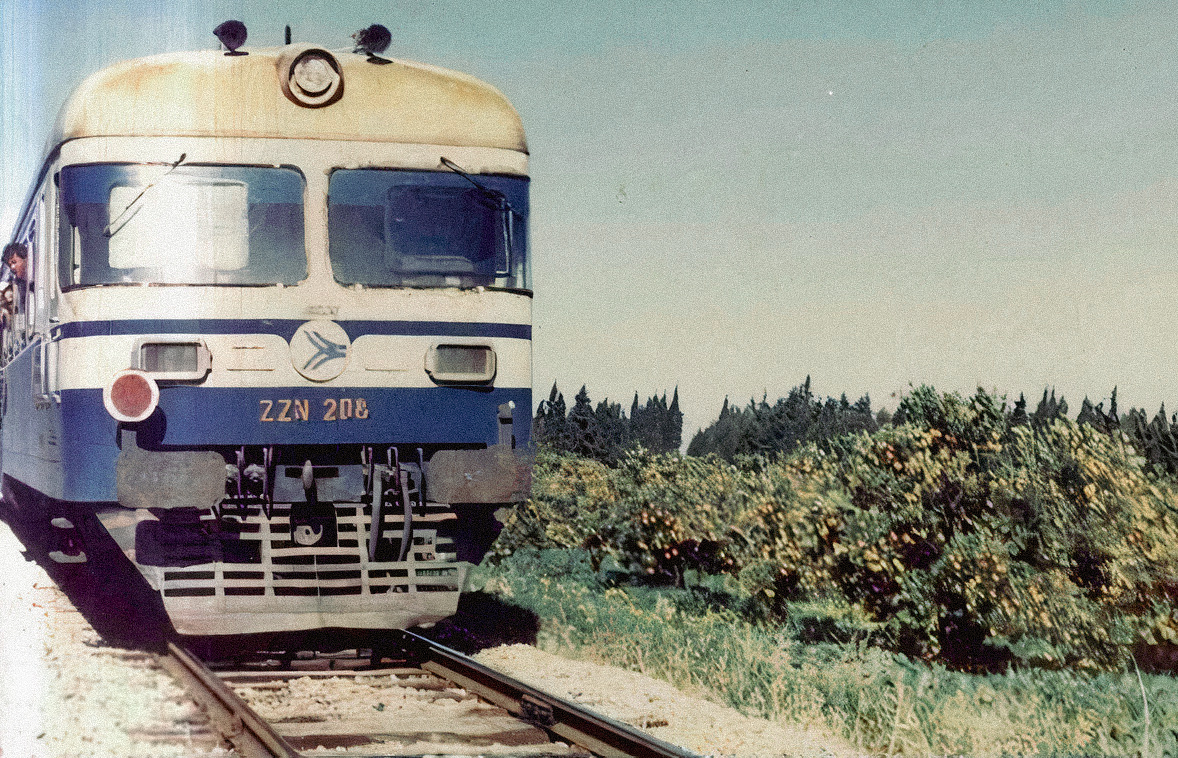
Autorail Fiat ayant remplacé les ZZ 11-15.

Dès leur mise en service, ils assurent la ligne entre Alger et Blida, desservant la Mitidja vers le sud. Ils s'emparent également, vers l'est, de la relation Alger-Tizi Ouzou. Ils constituent en général des rames de trois véhicules, un autorail tractant deux remorques Decauville proches des remorques de métropole, mais portant la même livrée que les autorails et aménagées en 3e classe.
Après l'indépendance de l'Algérie, la Mitidja s'urbanise et son importance agricole diminue. Un plan de coordination des transports est mis en place en 1976 par la SNTF qui vient d'être créée. Il aboutit, entre autres, à la réforme des ZZN 11-15, remplacés par des autorails Fiat ZZN 200 proches des FS ALn 668.